# Daniel Rodrigues (Rollstuhltennisspieler)
Daniel Alves Rodrigues (* 10. November 1986 in Belo Horizonte) ist ein brasilianischer Rollstuhltennisspieler.

## Karriere
Daniel Rodrigues ist mit einem verkürzten rechten Bein geboren worden. In seiner Kindheit spielte er auf Krücken Fußball und stand beim Handball im Tor. Mit 19 Jahren begann er mit dem Rollstuhltennis, seit 2007 spielt Rodrigues ITF-Turniere und konnte dabei mehrere Titel im Einzel und Doppel bei Turnieren niedrigerer Kategorie gewinnen. 2013 beschloss er, sein Bein unterhalb des Knies amputieren zu lassen und benutzt seitdem eine Prothese.
Rodrigues trat seit 2009 mehrfach beim World Team Cup für Brasilien an.
Bei den Parapanamerikanischen Spielen konnte er bei drei Teilnahmen insgesamt fünf Medaillen gewinnen. 2015 in Toronto, 2019 in Lima und 2023 in Santiago de Chile konnte er jeweils Bronze im Einzel gewinnen; dazu kommen zwei Silbermedaillen im Doppel: 2015 zusammen mit Carlos Santos und 2023 mit Gustavo Carneiro Silva.
Daniel Rodrigues nahm viermal an Paralympischen Spielen teil. 2012 in London konnte er sein Auftaktmatch gegen den Kolumbianer Eliecer Oquendo in drei Sätzen gewinnen, in der nächsten Runde blieb er gegen Gordon Reid allerdings ohne Spielgewinn. Im Doppel kam er an der Seite von Rafael Medeiros nicht über die erste Runde hinaus. Auch 2016 in Rio konnten die beiden keinen Sieg verbuchen und schieden im Achtelfinale gegen die Niederländer Tom Egberink und Maikel Scheffers aus; im Einzel gab es eine Erstrundenniederlage gegen den Chilenen Robinson Méndez. Ähnlich lief es 2021 in Tokio, der Auftaktgegner Stefan Olsson war nicht zu bezwingen; im Doppel konnte er zusammen mit Gustavo Carneiro Silva sein erstes Match gewinnen und in das Achtelfinale einziehen. Dort verloren die beiden gegen das belgische Doppel Joachim Gérard und Jef Vandorpe. Bei den Spielen 2024 in Paris erreichten die Brasilianer das Viertelfinale, dort unterlagen sie den Franzosen Frédéric Cattaneo und Stéphane Houdet klar in zwei Sätzen; im Einzel gewann Rodrigues die ersten beiden Spiele und erreichte so das Achtelfinale – dort war er gegen den späteren Goldmedaillengewinner Tokito Oda chancenlos.
Daniel Rodrigues ist verheiratet und hat eine Tochter.